# Graeme Edge
Graeme Charles Edge (Rocester, 30 marzo 1941 – Sarasota, 11 novembre 2021) è stato un batterista inglese di rock progressivo.
Fu uno dei fondatori del gruppo rock inglese The Moody Blues. Pubblicò due album solisti con il gruppo Graeme Edge Band.

## Discografia

### Con i Graeme Edge Band
- 1975 - Kick Off Your Muddy Boots
- 1976 - Paradise Ballroom